# Orthobicoupole décagonale
Pour les articles homonymes, voir J30.
En géométrie, l'orthobicoupole décagonale est un des solides de Johnson (J30). Comme son nom l'indique, il peut être construit en joignant deux coupoles décagonales (J5) par leurs bases décagonales, en faisant coïncider les faces identiques. Une rotation à 36 degrés opérée sur une coupole avant la jonction donne une gyrobicoupole décagonale (J31).
L'orthobicoupole décagonale est le deuxième solide de l'ensemble infini des orthobicoupoles.
Les 92 solides de Johnson ont été nommés et décrits par Norman Johnson en 1966.